# Холестатичний синдром
Холестати́чний синдро́м (або холеста́з, від грец. χολή — жовч та грец. στάσις — застій) — синдром, який полягає в зменшенні надходження жовчі в дванадцятипалу кишку через порушення її виведення з гепатоцитів печінки внаслідок різних патологічних процесів та хвороб, які спричинюють порушення на будь-якій ділянці жовчних проток аж до фатерова сосочка, де холедох впадає в позабульбарний відділ дванадцятипалої кишки. Часто при холестатичному синдрому утворюється так звана холестатична / обтураційна жовтяниця.
При холестазі зазвичай у кров потрапляють усі компоненти жовчі, але іноді нерівномірно — при значному потраплянні жовчних кислот кількість прямої фракції білірубіна може бути незначною. Найчастіше при холестатичному синдромі досліджують в крові саме рівні жовчних кислот і білірубіна.

## Циркуляція жовчі в організмі
Первинні компоненти жовчі (пряма фракція білірубіну, солі жовчних кислот, холестерин, фосфоліпіди, деякі білки, електроліти і вода) секретують гепатоцити (клітини печінкової паренхіми) і викидають у жовчні капіляри / канальці. Секреція жовчі відбувається із залученням енергозалежних транспортних механізмів. Сумарне виведення жовчі становить в нормі близько 600 мл/добу. Жовч розділяють на 3 складові:
- та, що залежить від жовчних кислот (225 мл/добу),
- та, що не залежить від жовчних кислот (225 мл/добу) — ці 2 складові формуються в гепатоцитах,
- та, що її секретують клітини жовчних проток (150 мл/добу).

Секрецію солей жовчних кислот вважають найважливішою в процесі утворення жовчі. Вода завдяки осмотичному тиску прямує за солями, внаслідок цього відбувається регуляція водного забезпечення жовчі. Разом з тим наявність складової, яка не залежить від жовчних кислот, свідчить про наявність інших механізмів спрямування води до жовчі.
У гепатоциті відбувається захоплення жовчних кислот ззовні через базолатеральну (синусоїдальну) мембрану, транспортування всередині клітини тривалістю 10 хвилин та викидання через канальцеву мембрану в жовчний капіляр. Процес залежить від багатьох чинників, транспортних білків. Секрецію регулюють багато гормонів, деяких ферментів (3,5-цАМФ, протеїнкіназа С тощо). Подальший шлях жовчі забезпечують мікрофіламенти канальців, які забезпечують скорочення стінки проток. Тиск у жовчних протоках у нормі складає 15-25 мм водного стовпа. Підвищення тиску до 35 мм призводить до припинення секреції жовчі, розвитку жовтяниці. При цьому секреція жовчних кислот та білірубіну може повністю бути подавленою, через що жовч не забарвлюється, стає білою і нагадує слизову рідину.

## Основні характеристики холестатичного синдрому
Функціонально холестатичний синдром означає зниження протокового руху жовчі, печінкової екскреції води і органічних речовин (білірубіну, жовчних кислот).
Морфологічно холестатичний синдром проявляється в накопиченні жовчі в гепатоцитах (печінкових клітинах) і жовчних протоках.

### Класифікація
Холестатичний синдром має 2 клініко-анатомічні форми:
- внутрішньопечінковий — порушення відбуваються в жовчних протоках різного калібру, які існують в межах печінки.
- позапечінковий — порушення відбуваються в жовчних протоках, які виходять з печінки (права, ліва і загальна печінкові протоки, загальна жовчна протока — холедох).

До внутрішньопечінкового холестазу призводять деякі ліки, гормони. Зокрема він розвивається у деяких вагітних через зміну гормонального фону. Причиною його також можуть стати первинний біліарний цироз, первинний склерозуючий холангіт, сепсис, лімфогранулематоз, амілоїдоз, хвороба Байлера, синдром Алажілля, доброякісний рецидивуючий холестаз, вірусні гепатити, прогресивний сімейний внутрішньопечінковий холестаз, вроджені порушення синтезу жовчних кислот, дефіцит альфа1-антитрипсину. Він може бути як гострим (вживання ліків, сепсис, вірусні гепатити тощо), так і хронічним (первинний біліарний цироз, лімфогранулематоз тощо).

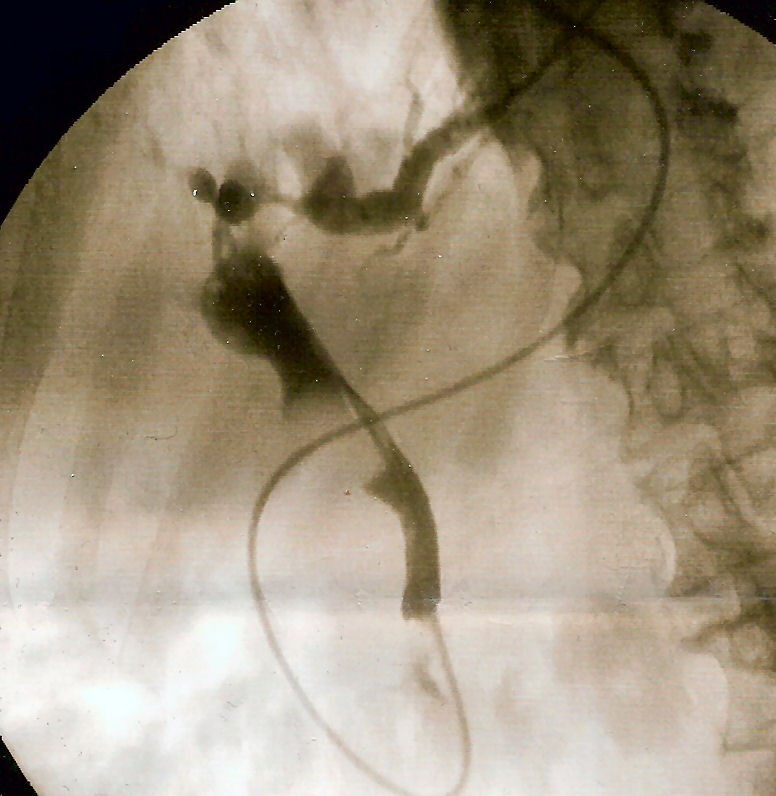
Камінь всередині холедоха (біле овальне утворення) при проведенні рентгенівської ретроградної холангіопанкреатографії.

До позапечінкового варіанту холестазу найчастіше приводять обтурація каменем холедоха, рідше загального печінкового протоку у випадку холелітіаза при жовчнокам'яній хворобі, здавлювання холедоха ззовні пухлиною голівки підшлункової залози, метастазами пухлин різної локалізації до гепатопанкреатичної ділянки, розвиток холангіокарциноми, раку фатерового сосочку, доброякісні стриктури жовчних проток, опісторхоз, клонорхоз, вроджені вади жовчних проток, первинний склерозуючий холангіт тощо.

## Патогенез
Ліки та гормони здатні порушувати текучість мембран гепатоцитів та їхню цитоархітектонику, зміни активності Na+K+АТФази, цілість жовчних канальців, роботу мікрофіламентів. Зміни руху жовчі, затримка її призводить до вторинних запальних змін у канальцях. Деякі жовчні кислоти, які накопичуються при холестазі, також додатково спричинюють запальний процес у канальцях та загибель гепатоцитів, розташованих уздовж канальців в паренхімі печінки.

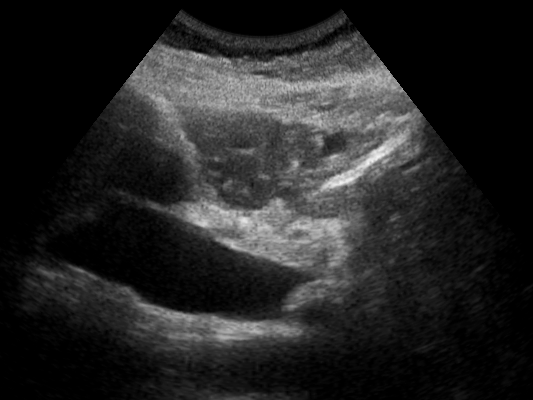
Аденокарцинома фатерового сосочка, яка призвела до розширення холедоха (широка чорна смуга в лівій частині малюнка). Ультразвукове дослідження, сіра шкала.

При позапечінковому варіанті холестазу відбувається механічне перекриття ходу жовчі, яке призводить до підвищення тиску всередині жовчних проток, загибель гепатоцитів вздовж них. Частим є обтурація проток каменями при ускладненій жовчнокам'яній хворобі. Жовчні камені формуються з основних елементів жовчі. Сухий залишок жовчі, який, перш за все, складається з солей жовчних кислот, забезпечує стабільність колоїдного стану жовчі, грає регулюючу роль в секреції інших її елементів, зокрема холестерину, і в нормі майже повністю всмоктується у кишечнику в процесі ентерогепатичної циркуляції. Але при жовчнокам'яній хворобі відбувається порушення колоїдного стану жовчі, її рідка частина всмоктується, а суха частка формує конгломерати — камені або конкременти. Вони закривають зсередини просвіт жовчних проток зумовлюючи виникнення жовтяниці і холестазу. Розрізняють холестеринові, пігментні, вапняні й змішані камені. Переважна кількість каменів мають змішаний склад з переважанням холестерину. Вони містять понад 90 % холестерину, 2-3 % кальцієвих солей і 3-5 % пігментів, причому білірубін зазвичай знаходиться у вигляді невеликого ядра в центрі конкремента. Структура каменів може бути кристалічної, волокнистої, шаруватої або аморфної. Форма жовчних конкрементів також різноманітна. Вони бувають кулястими, овоїдними, багатогранними (фасетчатими), бочкоподібними, шилоподібними тощо. Якщо їхня форма є неправильною і вага — великою, то існує найбільша імовірність обтурації холедоха, діаметр якого в нормі сягає 0,6-0,8 см, рідше міхурової протоки, при останньому холестаз не розвивається. Через формування у таких місцях вторинних рубцевих стенозів часто відбувається розвиток висхідної інфекції з просвіту шлунково-кишкового тракту.
При первинному біліарному цирозі печінки відбувається ураження епітелію жовчних проток цитотоксичними Т-лімфоцитами, які спричинюють не тільки запалення клітин епітелію, але й гепатоцитів. Велике значення надають при цьому утворенню автоантитіл до мітохондрій.
При таких гельмінтозах як опісторхоз та клонорхоз утворення холестазу відбувається через запалення, яке вникає у жовчних протоках, де мешкають гельмінти. Через запалення утворюються стриктури у жовчних протоках, що призводить до стазу жовчі. Також ці гельмінти у хронічній стадії призводять до розвитку вторинного біліарного цирозу печінки або холангіокарциноми.
Наслідками тривалого холестазу є порушення холестеринового обміну, утворення вітаміну К, ураження кісток.

## Патоморфологічні зміни
При тривалому холестазі печінка виглядає зеленуватого забарвлення, збільшена в розмірах, із закругленим краєм. Іноді на поверхні печінки спостерігають вузли. При проведенні світлової мікроскопії виявляють стаз білірубіна в гепатоцитах, ступінь якого залежить від причини холестаза. Також спостерігають затримку білірубіна в клітинах Купфера і канальцях. Можливою є «периста» дистрофія гепатоцитів, скупчення біля гепатоцитів клітин системи мононуклеарних фагоцитів (СМФ). Якщо відбувається обструкція проток, то зміни розвиваються швидко, протягом 36 годин. Спочатку спостерігають проліферацію жовчних проток, потім їхній фіброз. Через 2 тижні зміни в паренхімі печінки вже сталі й не залежать від тривалості холестаза. У випадку висхідного бактеріального холангиту всередині проток знаходять значні скупчення лейкоцитів.

## Клінічні прояви
Обумовлені ступенем тяжкості холестаза. При легкому клінічному перебігу деякі симптоми можуть бути невиразними.
- Свербіння шкіри.[3]
- Безсоння, зміна формули сну.
- Світлий кал.
- Потемніння сечі.
- Ксантоматоз.

При пухлині фатерового сосочка відбувається хвилеподібний перебіг холестаза і жовтяниці через частий самостійний некроз пухлини, що відновлює прохідність жовчі на певний період.
Виразність симптоматики в цілому і окремих ознак холестазу може значно варіювати при різних захворюваннях від мінімальної до високої.

## Діагностика
У клінічному аналізі крові зміни мінливі, залежать від причини холестатичного синдрому. Найчастіше при наявності злоякісних пухлин, як причини холестазу, метастазів відзначають лейкоцитоз, нейтрофільоз, підвищення ШОЕ, іноді зміни еритроцитів і гемоглобіну за типом анемії. При біохімічному дослідженні крові виявляють збільшення рівня білірубіну за рахунок його прямої фракції, холестерину, підвищення різної інтенсивності активності холестатичних ферментів — лужної фосфатази, гаммаглютамілтранспептидази, 5-нуклеотидази тощо. Як правило при цьому активність аланінової (АлАТ) і аспарагінової (АсАТ) амінотрансфераз невисока. Рівень жовчних кислот підвищений.
Відрізнити клініко-анатомічні форми холестазу одне від одного за допомогою клінічних проявів і лабораторних показників важко, тому велике значення має ультразвукова діагностика і комп'ютерна томографія. У деяких випадках застосовують особливе дослідження — ретроградну холедохопанкреатографію, при якій за допомогою фіброгастродуоденоскопа вводять всередину жовчних шляхів рентгенконтрастну суміш барію, після чого за допомогою рентгенівської техніки отримують знімки, по яких судять про виділення або затримку барію в жовчних ходах, що є особлив цінним у випадках виникнення холестазу через пухлину голівки підшлункової залози. Рідше використовують черезшкірну транспечінкову холедохопанкреатографію.
Біопсія печінки є корисним тестом, щоб визначити причину холестазу, але вимагає високого ступеня компетентності в її інтерпретації. Вона часто є основною для розмежування ідіопатичного неонатального гепатиту і біліарної атрезії жовчних проток.
Пошукова хірургія є дуже корисним інструментом для діагностики неонатального холестазу. На сьогодні ризик проведення її незначний завдяки сучасним методам анестезії і хірургічною технікою. Оперативна холангіографія є простим, ефективним і остаточним методом діагностики.

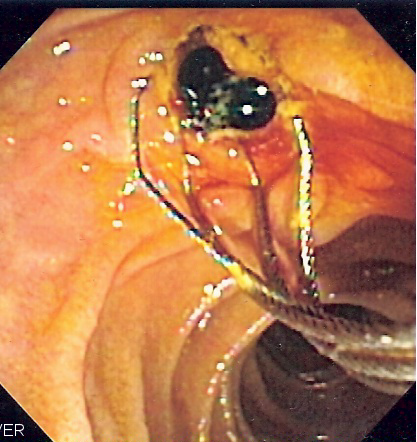
Видалення пігментних каменів з холедоха під час проведення фібродуоденогастроскопії шляхом розрізання сфінктера Одді, який є на виході з холедоха в ділянці фатерового сосочка в позабульбарному відділі дванадцятипалої кишки.

## Лікування
Напрям лікування залежить від причини холестаза. У випадку позапечінкового холестазу перевагу надають оперативному втручанню. Його об'єм залежить також від причини. За наявності каменів виконують або ендоскопічне видалення, або порожнинне втручання через лапаротомічний доступ. При тій ситуації, коли відбувається здавлювання проток пухлиною чи метастазами, або виконують радикальне видалення пухлини, або проводять палліативне — створюють обхідний місцю перешкоди хірургічний анастомоз для відновлення прохідності жовчних шляхів, паралельно проводять хіміотерапію пухлини.
При необструктивному холестазі застосовують урсодезоксихолеву кислоту по 20-30 мг/кг/добу, який притаманна дія збільшення утворення жовчі й пригнічування впливу гідрофобних жовчних кислот на біологічні мембрани. Фенобарбітал застосовують в дозі 5 мг/кг/добу при хронічному перебігу.
Через мальабсорбцію жиру при холестазі потрібним є дієта, що включає дволанцюгові тригліцериди, із зменшенням кількості вуглеводів і білків. При хронічному холестазі, особлива увага повинна бути приділена, щоб запобігти недопостачанню організму жиророзчинних вітамінів, що часто ускладнює перебіг холестазу в дітей з хронічним холестазом. Це досягається шляхом введення жиророзчинних вітамінів А, D, Е і К.
Для зменшення вкрай інтенсивного свербіння можна застосовувати тривалістю не більше 10 днів певні оіпатні препарати — налтрексон або циклопропіл. Холестерамін може бути застосований при ранньому холестазі з високим рівнем холестерину. Він утворює комплекс із невсмоктуючимися жовчними кислотами в кишечнику, що, в свою чергу, пригнічує зворотне захоплення ентерогепатитних кишкових солей до печінки. Певною стабілізуючою дією на ферментні системи при необтураційному холестазі володіє рифампіцин, що може зменшити свербіж.